# Ассамбляж (виноделие)
Ассамбля́ж (фр. assemblage) — метод производства вин, имеющий две разновидности.
Первый — смешивание как виноматериалов из разных сортов винограда, так разнородных (например, виноград с добавлением фруктов) перед брожением. Задача метода — получение виноматериала нужного состава. Метод применяется как любителями, так и профессиональными производителями.
Второй — купажирование, то есть смешивание уже готовых вин из одного или разных сортов винограда с целью получения вина лучшего качества или для соответствия требованиям вин с защищенным географическим наименованием.
Ассамбляж второго типа используется при производстве моносепажей (вин из одного сорта винограда), так и ассамбляжных вин (блендов). В случае моносепажей он применяется из-за того, что разные виноградники одного сорта дают разные результаты в зависимости от возраста лозы, климата, состава почвы, уклона ландшафта и ряда других условий, способных меняться из года в год.